# Episodi di Il tempo che ti do
La prima stagione della serie televisiva spagnola Il tempo che ti do, composta da 10 episodi, è stata pubblicata su Netflix dal 29 ottobre 2021.
| Titolo originale                              | Titolo italiano                                        | Pubblicazione   |
| --------------------------------------------- | ------------------------------------------------------ | --------------- |
| 1 minuto de presente y 10 minutos de recuerdo | Un minuto nel presente e dieci nel passato             | 29 ottobre 2021 |
| 2 minutos de presente y 9 minutos de recuerdo | Due minuti nel presente e nove nel passato             | 29 ottobre 2021 |
| 3 minutos de presente y 8 minutos de recuerdo | Tre minuti nel presente e otto minuti nel passato      | 29 ottobre 2021 |
| 4 minutos de presente y 7 minutos de recuerdo | Quattro minuti nel presente e sette minuti nel passato | 29 ottobre 2021 |
| 5 minutos de presente y 6 minutos de recuerdo | Cinque minuti nel presente e sei minuti nel passato    | 29 ottobre 2021 |
| 6 minutos de presente y 5 minutos de recuerdo | Sei minuti nel presente e cinque minuti nel passato    | 29 ottobre 2021 |
| 7 minutos de presente y 4 minutos de recuerdo | Sette minuti nel presente e quattro minuti nel passato | 29 ottobre 2021 |
| 8 minutos de presente y 3 minutos de recuerdo | Otto minuti nel presente e tre minuti nel passato      | 29 ottobre 2021 |
| 9 minutos de presente y 2 minutos de recuerdo | Nove minuti nel presente e due minuti nel passato      | 29 ottobre 2021 |
| 10 minutos de presente y 1 minuto de recuerdo | Dieci minuti nel presente e un minuto nel passato      | 29 ottobre 2021 |